# Хяннинен, Вейкко
Ве́йкко Хя́ннинен (фин. Veikko Hänninen; 4 апреля 1929, Йювяскюля — 24 января 1981, там же) — финский шахматист, национальный мастер.
Серебряный призёр чемпионата Финляндии 1956 г.
В составе сборной Финляндии участник шахматной олимпиады 1956 г.
В 1957 г. представлял Финляндию в зональном турнире претендентского цикла 1957—1959.
Также был известен как писатель. Главное произведение — «Леска звенела» («Siima soi», Gummerus 1978). В книге рассказывается о рыбалке (в первую очередь о ловле щук).

## Спортивные результаты
| Год  | Город      | Соревнование                                | + | −  | = | Результат | Место |
| ---- | ---------- | ------------------------------------------- | - | -- | - | --------- | ----- |
| 1956 | Хельсинки  | Чемпионат Финляндии                         |   |    |   |           | 2     |
|      | Москва     | XII Олимпиада (сборная Финляндии, запасной) | 1 | 1  | 3 | 2½ из 5   |       |
| 1957 | Вагенинген | Зональный турнир                            | 1 | 11 | 5 | 3½ из 17  | 16—17 |